# ناحیه هایدوبوسورمنی
ناحیهٔ هایدوبوسورمنی (به مجاری: Hajdúböszörményi járás) یک ناحیه در مجارستان است که در هایدو-بیهار واقع شده‌است. ناحیهٔ هایدوبوسورمنی ۴۷۱٫۴۳ کیلومتر مربع مساحت و ۴۰٬۵۶۸ نفر جمعیت دارد.